# Episodi di Delitti ai Tropici (quarta stagione)
La quarta stagione della serie televisiva Delitti ai Tropici, composta da otto episodi, è stata trasmessa dal 19 maggio al 30 giugno 2023 su France 2.
In Italia è andata in onda su Sky Investigation dal 21 giugno al 12 luglio 2024.
| nº | Titolo originale | Titolo italiano            | Prima TV Francia | Prima TV Italia |
| -- | ---------------- | -------------------------- | ---------------- | --------------- |
| 1  | Le Lamentin      | L'ippodromo                | 19 maggio 2023   | 21 giugno 2024  |
| 2  | La Pagerie       | La fuggitiva               | 19 maggio 2023   | 21 giugno 2024  |
| 3  | Ravine touza     | Delitto al campus          | 26 maggio 2023   | 28 giugno 2024  |
| 4  | Figuier maudit   | Il mietitore               | 2 giugno 2023    | 28 giugno 2024  |
| 5  | Fort De France   | Una fan accanita           | 9 giugno 2023    | 5 luglio 2024   |
| 6  | Rivière pilote   | Il miglior amico dell'uomo | 16 giugno 2023   | 5 luglio 2024   |
| 7  | O'Mullane        | Tra la vita e la morte     | 23 giugno 2023   | 12 luglio 2024  |
| 8  | Canal Cocotte    | La combattente             | 30 giugno 2023   | 12 luglio 2024  |

## L'ippodromo
- Titolo originale: Le Lamentin
- Diretto da:
- Scritto da:

## La fuggitiva
- Titolo originale: La Pagerie
- Diretto da:
- Scritto da:

## Ravine touza
- Titolo originale: Delitto al campus
- Diretto da:
- Scritto da:

## Il mietitore
- Titolo originale: Figuier maudit
- Diretto da:
- Scritto da:

## Una fan accanita
- Titolo originale: '
- Diretto da:
- Scritto da:

## Il miglior amico dell'uomo
- Titolo originale: Rivière pilote
- Diretto da:
- Scritto da:

## Tra la vita e la morte
- Titolo originale: O'Mullane
- Diretto da:
- Scritto da:

## La combattente
- Titolo originale: Canal Cocotte
- Diretto da:
- Scritto da: